# Varrone (Fluss)
Der Varrone (lombardisch Varron) ist ein rund 21 Kilometer langer Zufluss des Comer Sees in der italienischen Provinz Lecco im Norden der Lombardei. Er durchfließt das Val Varrone (Val Varron) und passiert dabei die Gemeindegebiete von Introbio, Premana, Casargo, Pagnona, Valvarrone und Dervio.

## Verlauf
Der Varrone entsteht auf etwa 1710 m s.l.m. (Meter über dem Meeresspiegel) durch den Zusammenfluss zweier Quellbäche am Osthang des Pizzo del Dente und unterhalb des sich wenig südöstlich erhebenden Pizzo Varrone. Von hier aus fließt er meist nach Nordwesten. Er passiert das Rifugio Casera Vecchia di Varrone, ehe er am Nordhang des Pizzo del Dente eine bewaldete Schlucht durchquert. Hier bildet er kurz die Gemeindegrenze zwischen Introbio und Premana, bevor er ganz in Premana verläuft. Er erreicht die Alpsiedlungen Soglia und Alpe Casarza, wo sich die Schlucht kurz ein wenig öffnet.
Die Schlucht wird nun noch enger und es mündet bei Mosnico von rechts der Bach aus dem Valle di Fraina. Er passiert das über dem Fluss gelegene Dorf Premana und nimmt von links das Wasser des Valle Marcia auf. Kurz darauf erreicht er das Dorf Pagnona, wo von rechts der Varroncello einmündet. Es folgen die Dörfer Avano, Tremenico, Introzzo, Sueglio und Vestreno, wobei er unter anderen die Bäche aus dem Valle dei Molini und dem Valle dei Molini di Sueglio von rechts aufnimmt.
Bei Dervio erreicht er den von ihm weit in den See vorgeschobenen Schwemmkegel, auf dem das Dorf liegt. Hier mündet der Varrone schließlich auf 197 m s.l.m. in das Ostufer des oberen Comer Sees.